# أدمير صاليحوفيتش
أدمير صاليحوفيتش هو لاعب كرة قدم كندي في مركز الوسط، ولد في 15 مايو 1988 في توزلا في البوسنة والهرسك. شارك مع منتخب البوسنة والهرسك تحت 21 سنة لكرة القدم. أما مع النوادي، فقد لعب مع فانكوفر وايتكابس ونادي هارتبيرغ.